# Mokkebank
De Mokkebank is een natuurgebied van 66 hectare in het IJsselmeer bij Gaasterland. Deze met riet, ruigten en bosjes begroeide zandplaat is door een begroeide geul gescheiden van Gaasterland. Om de Mokkebank ligt een watervogelreservaat van 1.456 hectare.
De bank ontstond evenals de waarden aan de westkust door de afsluiting van de Zuiderzee. Hierdoor kwam ten oosten van Laaksum een zandplaat droog te liggen. De plaat trok veel meeuwen ('mokken') aan. Toen de geul tussen de vaste wal verzandde raakten de eilandjes en platen verbonden met de vaste wal.
In de oorspronkelijke kweldervegetatie zaten in het begin veel kluten en sterns. In 1941 werden er wel tweeduizend paartjes grote sterns geteld. Met het toenemen van de begroeiing verdwenen de vogelkolonies en ontstonden grote velden van riet en bies. De platen kwamen steeds verder naar het oosten te liggen. De slijkige, niet begroeide oostelijke plaat heet de Slykhoeke. Aan de zeezijde ontstonden door opstuiving door weer en wind zandduintjes. 

## Fuut
Door de vorm van de kustlijn zijn er grote groepen lijsters, mezen, rietzangers grote karekieten en sijsjes te vinden. Aan de buitenzijde van de bank is een ringstation dat de vogelaantallen al sinds begin zeventiger jaren bijhoudt.  
Tussen augustus en oktober komen vaak tienduizenden futen om op de Mokkebank te ruien. Ze verliezen dan alle slagpennen tegelijk en kunnen dan een tijd niet vliegen. Als de vogels niet op spiering vissen zitten ze in het ondiepe water bij de mokkebank om te poetsen en te slapen. Op de Mokkebank staat een vogelkijkhut.
Op de bank zijn schrale graslanden, ruigten en struweel en een grote variatie aan planten. De begroeiing lijkt dan op die van de waarden, het eigen karakter komt mogelijk door het kwelwater uit Gaasterland bij Laaksum. Langs de dijk is een wilgenbos ontstaan waar het zeldzame zeggesoort voorkomt.

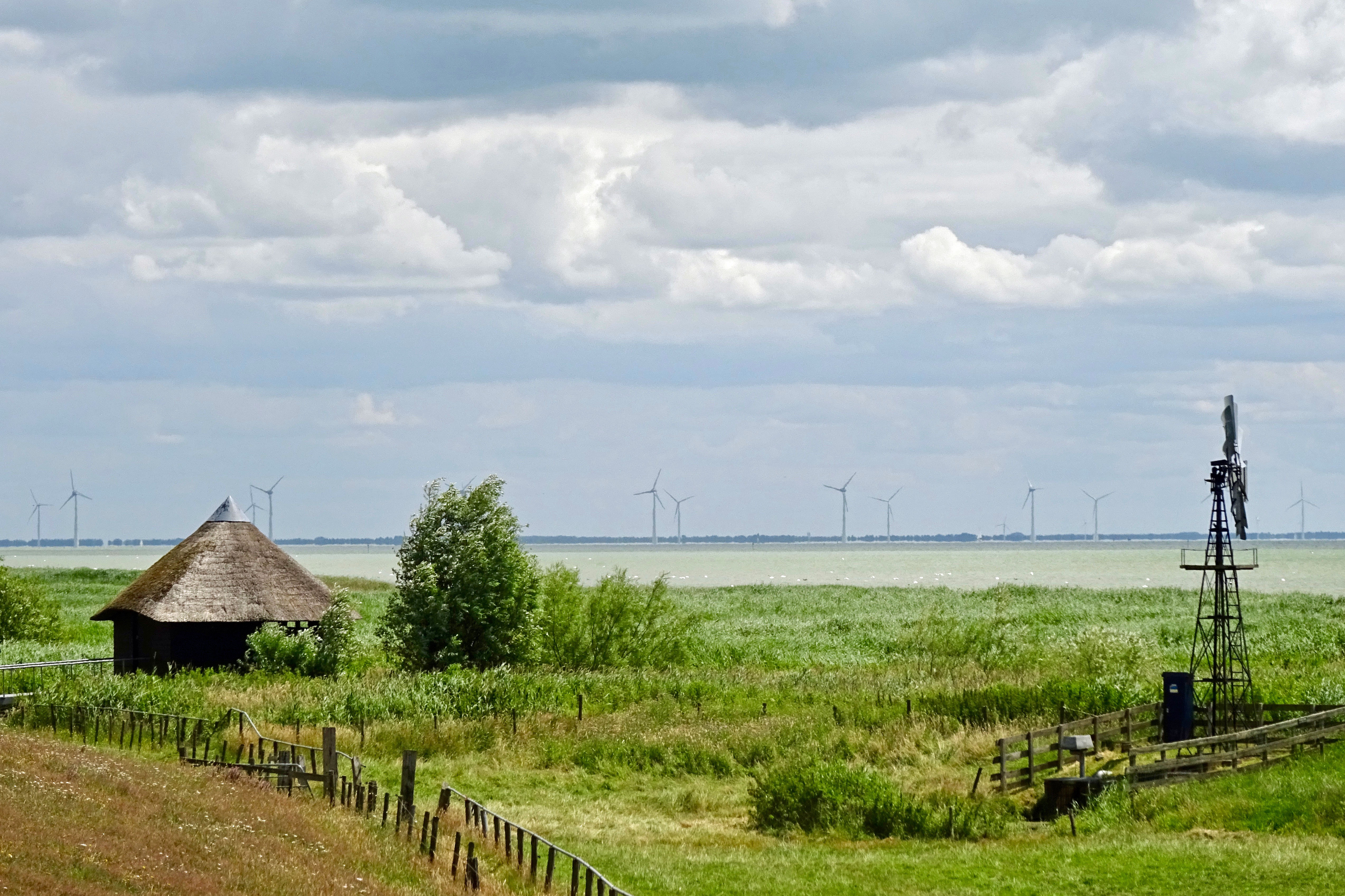
Zicht op de Mokkebank met vogelkijkhut en Amerikaanse windmotor

Aeltsjemar
· De Alde Feanen
· Bakkeveense Duinen
· Bancopolder
· Bekhofschaans
· Bjirmen
· Blauhúster Puollen
· Bocht fan Molkwar
· Botmar
· Bouwepet
· Buismans Einekoai
· Bûtenfjild
· Van Coehoornbosk
· Delleboersterheide
· Diakonieveen
· Dobbe Stienser Aldlân
· Dobben Hurdegarypsterwarren
· Dunegeaster- en Follegeasterpolder
· Dyksfearten
· Eanjumerkolken
· Easterskar
· Einekoai Piaam
· Einekoaien Lytse Geast
· De Fluezen
· Grikelân en Turkije
· Grutte Wielen
· Heide Hulstreed
· De Hon
· Huitebuersterbûtenpolder
· Joodse begraafplaats Tacozijl
· Joodse begraafplaats Noordwolde
· Kapellepôle
· Ketelermar
· Ketliker Skar
· Kobbelân
· Lendebos
· Lindevallei
· Liphústerheide
· Makkumersúdmar
· Makkumerwaarden
· Mandefjild
· Martenastate
· Meulebos
· Meulereed
· Mokkebank
· Mûntsebuorsterpolder
· Noard-Fryslân Bûtendyks
· 't Oerd
· Ottema Wiersma reservaat
· Park Huize Olterterp
· Park Jongemastate
· Peazemerlannen
· Petgatten De Feanhoop
· Polders Koarnwert
· Ringwiel
· Rysterbosk
· De Ryp
· Schaopedobbe
· Séfonsterpolder
· Sippen-finnen
· Skiedingsboskje
· Slachtedyk
· Steile Bank
· Stokersdobbe
· Sudermarpolder
· Syp Set
· Taconisbosk
· Tsjongerwâlen
· Teroelster Sipen
· Unlân fan Jelsma
· Van Asperen einekoaien
· Warkumermar
· Warkumerwaard
· 't West
· Wilhelmina-oard
· Ychtenerfeanpolder